# Топалка
Топалка — река в России, протекает по Максатихинскому району Тверской области. Устье реки находится в 224 км от устья реки Мологи по правому берегу. Длина реки составляет 30 км, площадь водосборного бассейна — 211 км².
В 8 км от устья слева в Топалку впадает Полейка.

## Данные водного реестра
По данным государственного водного реестра России относится к Верхневолжскому бассейновому округу, водохозяйственный участок реки — Молога от истока и до устья, речной подбассейн реки — Реки бассейна Рыбинского водохранилища. Речной бассейн реки — (Верхняя) Волга до Куйбышевского водохранилища (без бассейна Оки).
Код объекта в государственном водном реестре — 08010200112110000006047.

## Топографические карты
- Лист карты O-37-61 Топалки. Масштаб: 1 : 100 000. Издание 1978 г.
- Лист карты O-36-72 Лесное. Масштаб: 1 : 100 000. Состояние местности на 1975 год. Издание 1978 г.